# Muhanda (vattendrag i Burundi, Cibitoke)
Muhanda är ett vattendrag i Burundi.   Det ligger i provinsen Cibitoke, i den nordvästra delen av landet, 50 km norr om huvudstaden Bujumbura.
Omgivningarna runt Muhanda är en mosaik av jordbruksmark och naturlig växtlighet. Runt Muhanda är det tätbefolkat, med 397 invånare per kvadratkilometer.